# بوشنيل
بوشنيل (بالإنجليزية: Bushnell)‏ هي مدينة أمريكية تقع في ولاية فلوريدا. تبلغ مساحة هذه المدينة 6.1 (كم²)،ويبلغ عدد سكانها 2050 نسمة حسب إحصاء سنة 2010 م 2050.تشير إحصاءات سنة 2000م بأن الكثافة السكانية في هذه المدينة تقدر بـ(336.1) نسمة/كم2 